# Comuna Cristești, Iași
Cristești este o comună în județul Iași, Moldova, România, formată din satele Cristești (reședința) și Homița.

## Așezare
Comuna se află în extremitatea nord-vestică a județului, la limita cu județele Neamț și Suceava, pe malul stâng al râului Moldova. Este străbătută de șoseaua națională DN2, care leagă Romanul de Suceava. La Cristești, din acest drum se ramifică șoseaua națională DN15B, care duce la Târgu Neamț și mai departe la coada lacului Izvorul Muntelui; și șoseaua județeană DJ208K, drum ce deservește exclusiv comuna, ducând la satul Homița. Prin comună trece și calea ferată Pașcani-Târgu Neamț, pe care este deservită de stația Cristești Pașcani.

## Demografie
Componența etnică a comunei Cristești
     Români (95,05%)
     Alte etnii (0,35%)
     Necunoscută (4,6%)
Componența confesională a comunei Cristești
     Ortodocși (94,12%)
     Alte religii (1,09%)
     Necunoscută (4,79%)
Conform recensământului efectuat în 2021, populația comunei Cristești se ridică la 3.761 de locuitori, în scădere față de recensământul anterior din 2011, când fuseseră înregistrați 3.994 de locuitori. Majoritatea locuitorilor sunt români (95,05%), iar pentru 4,6% nu se cunoaște apartenența etnică. Din punct de vedere confesional, majoritatea locuitorilor sunt ortodocși (94,12%), iar pentru 4,79% nu se cunoaște apartenența confesională.

## Politică și administrație
Comuna Cristești este administrată de un primar și un consiliu local compus din 13 consilieri. Primarul, Vlad-Mihai Pintili[*], de la Partidul Național Liberal, este în funcție din octombrie 2020. Începând cu alegerile locale din 2024, consiliul local are următoarea componență pe partide politice:
|  | Partid                    | Consilieri | Componența Consiliului | Componența Consiliului | Componența Consiliului | Componența Consiliului | Componența Consiliului | Componența Consiliului | Componența Consiliului | Componența Consiliului | Componența Consiliului | Componența Consiliului | Componența Consiliului |
|  | ------------------------- | ---------- | ---------------------- | ---------------------- | ---------------------- | ---------------------- | ---------------------- | ---------------------- | ---------------------- | ---------------------- | ---------------------- | ---------------------- | ---------------------- |
|  | Partidul Național Liberal | 11         |                        |                        |                        |                        |                        |                        |                        |                        |                        |                        |                        |
|  | Partidul Social Democrat  | 2          |                        |                        |                        |                        |                        |                        |                        |                        |                        |                        |                        |

## Istorie
La sfârșitul secolului al XIX-lea, comuna făcea parte din plasa Siretul de Jos a județului Suceava și era formată din satele Cristești, Herești, Homița, Moțca și Boureni, având în total 5425 de locuitori. În comună funcționau trei mori, două școli mixte cu 70 de elevi, și șase biserici, iar principalul proprietar de pământuri era prințul Gr. M. Sturdza.
Anuarul Socec din 1925 o consemnează în aceeași alcătuire în plasa Pașcani a aceluiași județ, având 6197 de locuitori. În 1931, satele Moțca și Boureni s-au separat pentru a forma comuna Moțca, iar comuna Cristești a rămas cu satele Cristești, Herești și Homița, făcând parte din județul Baia (noul nume al fostului județ Suceava).
În 1950, comuna a fost arondată raionului Pașcani din regiunea Iași. În 1968, a fost transferată la județul Iași, tot atunci satul Herești fiind desființat și comasat cu satul Cristești.

## Monumente istorice
În comuna Cristești se află biserica „Sfinții Voievozi” din satul Cristești, monument istoric de arhitectură de interes național, datând din 1657.
În rest, alte două obiective din comună sunt incluse în lista monumentelor istorice din județul Iași ca monumente de interes local. Unul este un sit arheologic, aflat în punctul „Cioate”, între pârâul Cioate și șoseaua Cristești–Homița, în dreptul fostului sat Herești, lângă tunelul de cale ferată, sit ce cuprinde urmele a două așezări, una din secolele al IV-lea–al II-lea î.e.n. (perioada Latène, cultura geto-dacică) și una din Epoca Medievală — secolele al XIV-lea–al XV-lea. Celălalt obiectiv este biserica de lemn „Sfinții Apostoli” (1853) din satul Homița.

## Personalități
- Ștefan Deaconița (n. 1948), interpret de muzică populară din Moldova.